# Sport Lisboa e Benfica 2011-2012
Questa voce raccoglie le informazioni riguardanti lo Sport Lisboa e Benfica nelle competizioni ufficiali della stagione 2011-2012.

## Stagione

### Campionato
Nella Premeira Liga il Benfica parte con un pareggio maturato in trasferta contro il Gil Vicente. Nelle successive partite guadagna stabilmente il secondo posto inanellando solo risultati positivi. Tra l'undicesima e la diciottesima giornata vince otto partite di fila e si piazza al primo posto per sette giornate consecutive (dalla quattordicesima alla ventesima). Alla diciannovesima giornata conosce la prima sconfitta in campionato, subita per 1-0 in casa del Vitória de Guimarães.
Perde leggermente terreno nelle due giornate successive maturando un pareggio contro l'Académica e una sconfitta interna (2-3) contro il Porto, che si stabilizza al primo posto. Il Benfica, secondo, alterna risultati positivi con qualche passo falso nell'ultima parte del campionato: nelle ultime sette giornate vince quattro partite, ne pareggia due e ne perde una. Chiude il campionato al secondo posto dietro al Porto con 69 punti (a -6 dalla capolista), frutto di 23 vittorie, 6 pareggi e 3 sconfitte. L'attacco segna 66 gol e la difesa ne subisce 27. Si qualifica alla Champions League 2012-2013.

### Champions League
Il Benfica affronta il turno preliminare di Champions League contro i turchi del Trabzonspor. Vince 2-0 la gara di andata in casa e pareggia quella di ritorno in trasferta per 1-1, qualificandosi ai play-off. Nei play-off supera l'ostacolo olandese del Twente: 2-2 nei Paesi Bassi e vittoria 3-1 in casa. Si qualifica quindi per la fase a gironi. 
Il Benfica viene inserito nel gruppo C con Basilea, Manchester United e Oțelul Galați.
Nella prima partita affronta gli inglesi pareggiando 1-1 in casa. Nelle successive due partite batte sia i rumeni (0-1) che gli svizzeri (0-2), entrambi in trasferta. Guadagna altri tre risultati positivi nelle gare di ritorno: pareggia in Svizzera col Basilea (1-1), pareggia in Inghilterra con il Manchester UTD (2-2) e vince in casa per 1-0 contro l'Oțelul Galați. Il Benfica chiude primo da imbattuto il girone con 12 punti e si qualifica agli ottavi insieme al Basilea (11), che a sorpresa fa fuori il Manchester (9). Zero punti per la cenerentola del gruppo, l'Oțelul Galați.
Negli ottavi di finale il Benfica affronta lo Zenit San Pietroburgo. Il club russo vince in casa la gara di andata per 3-2. Al ritorno però il Benfica vince 2-0 grazie ai gol di Maxi Pereira e Nélson Oliveira, guadagnando l'accesso ai quarti di finale.
Ai quarti di finale affronta il Chelsea, che aveva eliminato agli ottavi il Napoli. Gli inglesi però vincono sia la gara di andata (0-1 a Lisbona), che quella di ritorno (2-1 a Londra), superando il turno. Proprio gli inglesi vinceranno la coppa alla fine del torneo.

### Taça da Liga
Nella Taça da Liga il Benfica supera agilmente la prima fase, quella a gironi, battendo Vitória de Guimarães, Santa Clara e Marítimo. Nella fase ad eliminazione diretta supera nella semifinale il Porto (3-2). In finale batte il Gil Vicente (2-1 a Coimbra), vincendo il torneo.

## Rosa
| N. |                       | Ruolo | Calciatore      |
| -- | --------------------- | ----- | --------------- |
| 1  | Brasile (bandiera)    | P     | Artur           |
| 3  | Brasile (bandiera)    | D     | Emerson         |
| 4  | Brasile (bandiera)    | D     | Luisão          |
| 5  | Portogallo (bandiera) | C     | Rúben Amorim    |
| 6  | Spagna (bandiera)     | C     | Javi García     |
| 7  | Paraguay (bandiera)   | A     | Óscar Cardozo   |
| 8  | Brasile (bandiera)    | C     | Bruno César     |
| 9  | Spagna (bandiera)     | C     | Nolito          |
| 10 | Argentina (bandiera)  | C     | Pablo Aimar     |
| 11 | Argentina (bandiera)  | A     | Franco Jara     |
| 12 | Brasile (bandiera)    | A     | Yannick Djaló   |
| 14 | Uruguay (bandiera)    | D     | Maxi Pereira    |
| 16 | Portogallo (bandiera) | A     | Nélson Oliveira |
| 19 | Spagna (bandiera)     | A     | Rodrigo         |
| 20 | Argentina (bandiera)  | C     | Nicolás Gaitán  |
| 21 | Serbia (bandiera)     | C     | Nemanja Matić   |

| N. |                       | Ruolo | Calciatore     |
| -- | --------------------- | ----- | -------------- |
| 22 | Uruguay (bandiera)    | A     | Rodrigo Mora   |
| 22 | Portogallo (bandiera) | D     | André Almeida  |
| 24 | Argentina (bandiera)  | D     | Ezequiel Garay |
| 25 | Portogallo (bandiera) | D     | César Peixoto  |
| 26 | Portogallo (bandiera) | C     | David Simão    |
| 27 | Portogallo (bandiera) | D     | Miguel Vítor   |
| 28 | Belgio (bandiera)     | C     | Axel Witsel    |
| 30 | Argentina (bandiera)  | A     | Javier Saviola |
| 33 | Brasile (bandiera)    | D     | Jardel         |
| 35 | Argentina (bandiera)  | C     | Enzo Pérez     |
| 36 | Portogallo (bandiera) | D     | Luís Martins   |
| 37 | Portogallo (bandiera) | C     | Rubén Pinto    |
| 38 | Spagna (bandiera)     | D     | Joan Capdevila |
| 39 | Portogallo (bandiera) | P     | Mika           |
| 47 | Portogallo (bandiera) | P     | Eduardo        |